# Marion Keisker
Marion Keisker MacInnes (23 septembre 1917 - 29 décembre 1989), née à Memphis, Tennessee, est diplômée du Southwestern College d'un diplôme en anglais et en français médiéval. Elle est mariée à Angus Randall MacInnes, union de laquelle est né un fils, Angus David MacInnes, avant leur divorce. Elle est animatrice d'une émission de radio pour WREC, où Sam Phillips travaillait comme annonceur. Elle devient directrice de station radio et plus tard assistante de Phillips au Memphis Recording Service et Sun Records. Plus tard, elle se reconvertit en devenant officier de l'US Air Force.

## Biographie

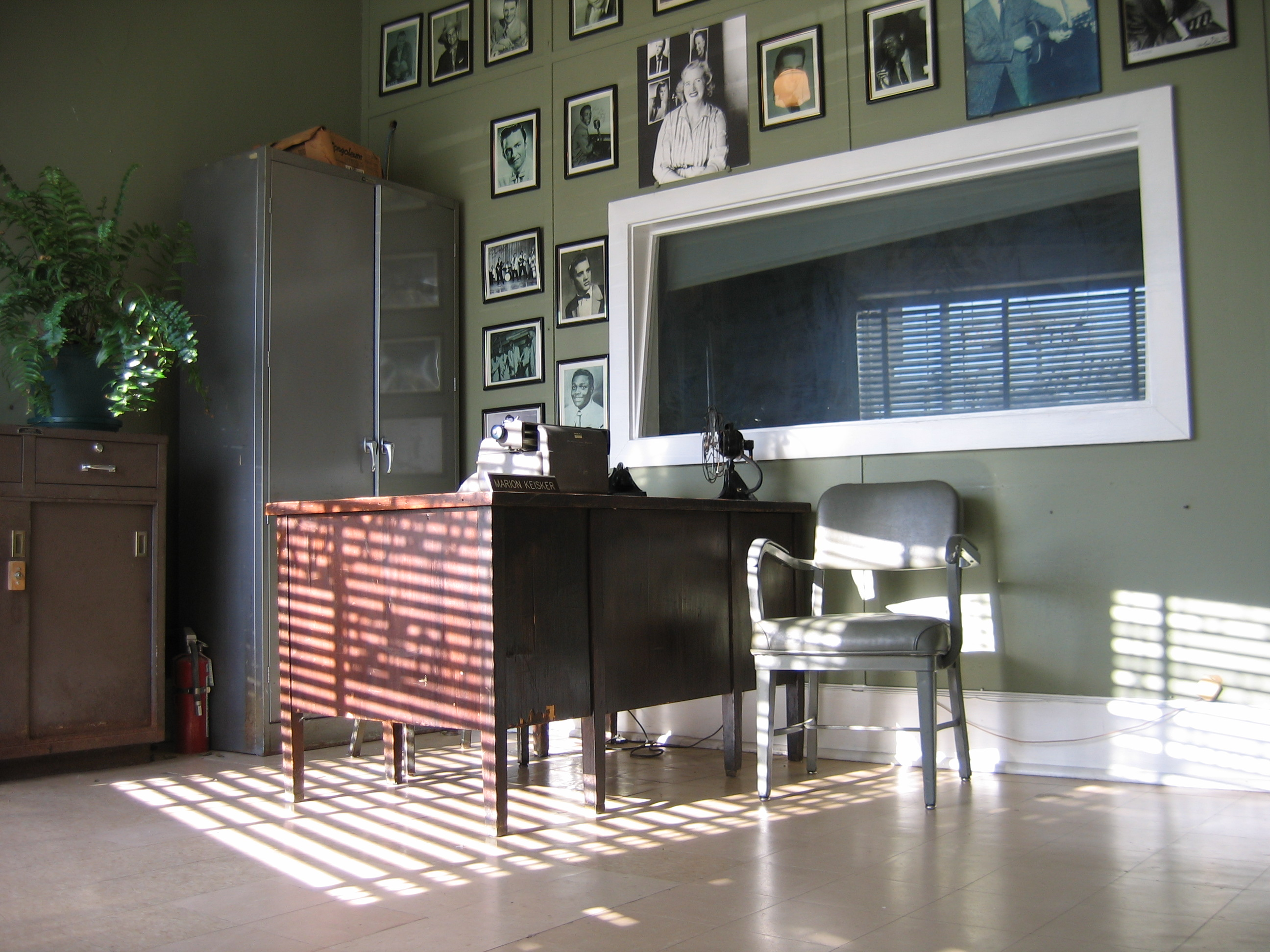
La réception du Sun Studio, où Keisker a travaillé et accueilli de nombreux artistes lors de leur première visite au studio.

Marion Keisker est connue comme étant la première personne à avoir enregistré Elvis Presley, le 18 juillet 1953. Elle est seule dans le bureau de Sun Records, qui sert également de bureau pour le Memphis Recording Service, lorsque Presley y vient pour enregistrer deux chansons, " My Happiness " et " That's When Your Heartaches Begin ", pour un montant de 3,25 $. Son échange avec Presley à cette occasion fait depuis partie de la légendaire histoire d'Elvis : "J'ai dit : 'Quel genre de chanteur êtes-vous ?' Il a dit, 'Je chante de tout.' J'ai dit : 'À qui ressemblez-vous ?' Il a dit : 'Je ne ressemble à personne.'".
Keisker quitte Sun Records en février 1957 et rejoint l'US Air Force, où elle est nommée capitaine et sert comme officier d'information responsable de la station de télévision des forces armées à la base de Ramstein en Allemagne . Après avoir quitté l'armée de l'air en 1969, Keisker s'implique dans la section de Memphis de l'Organisation nationale pour les femmes, section qu'elle préside ensuite. Sa correspondance est archivée à la bibliothèque publique de Memphis.
Elle est interprétée par Ellen Travolta dans le film Le Roman d'Elvis de 1979, par Jill Jane Clements dans la mini-série Elvis : Une étoile est née de CBS en 2005, par Margaret Anne Florence dans la série CMT 2017 Sun Records et par Kate Mulvany dans le film Elvis de 2022.